# Consensual Tension
Consensual Tension ist ein Jazzalbum von Mark Whitecage. Die am 21. Juli 1997 in Rob Ruschs Studio The Spirit Room, Rossie, New York, entstandenen Aufnahmen erschienen 1998 auf CIMP.

## Hintergrund
Whitecage hatte in den 1990er-Jahren eine Reihe von Alben unter eigenem Namen vorgelegt, darunter Caged No More (1996), Free for Once und 3 + 4 = 5, alle bei CIMP. Seine Trio- und Quartettbesetzungen bei diesen Aufnahmen bestanden aus Dominic Duval, Jay Rosen sowie dem Cellisten Tomas Ulrich. Das „andere“ Quartett des Saxophonisten war Mark Whitecage's Other Quartet, ein Ensemble mit Sabir Mateen (Holzblasinstrumente), Harvey Sorgen (Schlagzeug) und Joe Fonda am Bass.

## Titelliste
- Mark Whitecage’s Other Quartet: Consensual Tension (CIMP 157, Spirit Room Series – Vol. 51)[1]

1. Murmurings 6:07
2. Ballard 5:03
3. Drum Reso 14:50
4. A Salt of the Earth 12:32
5. Joe’s Groove 18:12
6. Oleo (Sonny Rollins)  6:16
7. No Samba 7:20

Sofern nicht anders angegeben, stammen alle Kompositionen von Mark Whitecage, Sabir Mateen, Harvey Sorgen und Joe Fonda.

## Rezeption

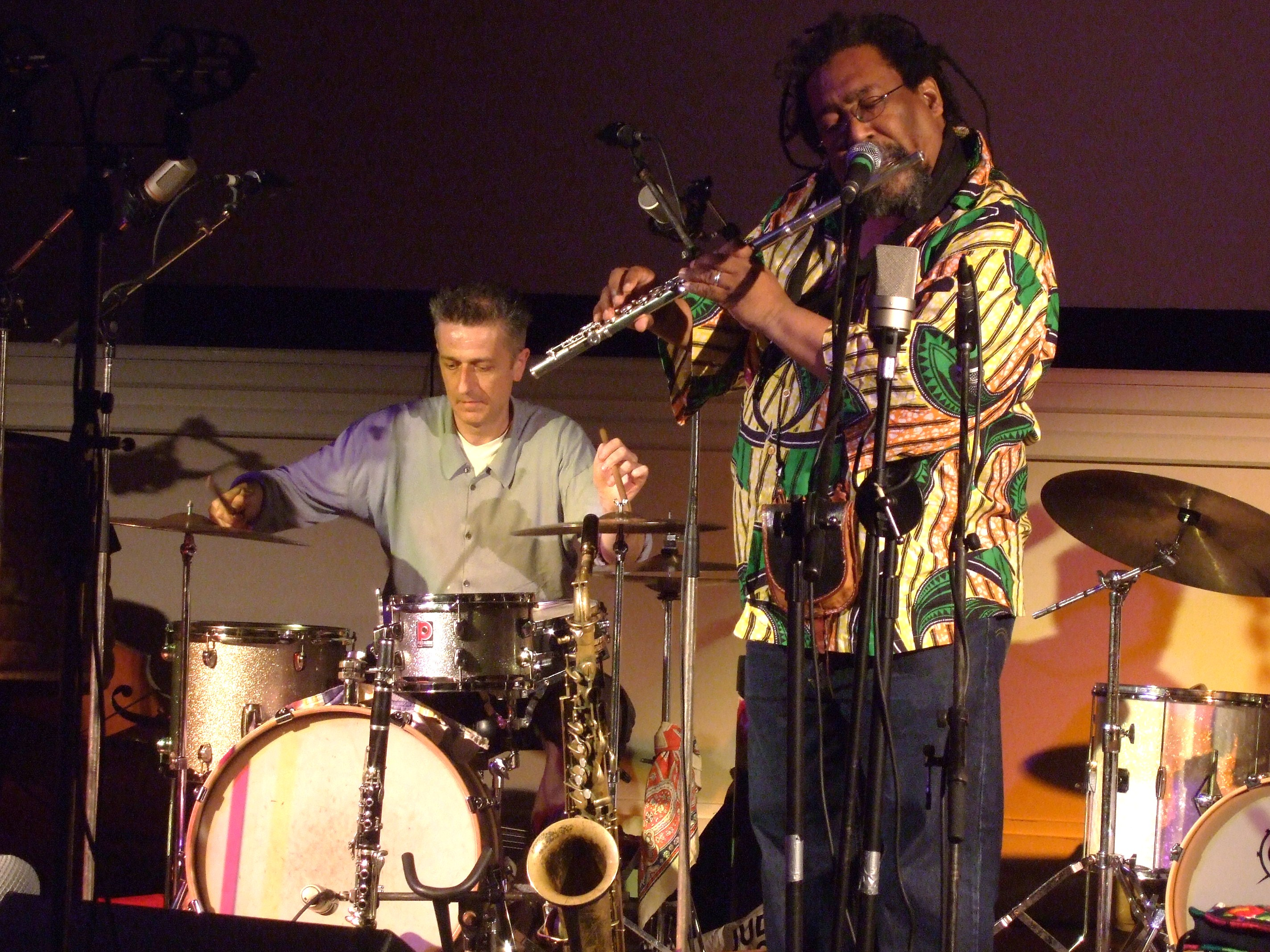
Sabir Mateen mit Steve Noble (2008)

Steve Loewy verlieh dem Album in Allmusic viereinhalb Sterne und schrieb, diese weitgehend frei improvisierte Session des Other Quartet von Mark Whitecage sei überraschend gut. Das Spiel der Gruppe sei dicht und die Soli spannend, besonders wenn die beiden Bläser Hand in Hand gingen. Whitecage und Mateen scheinen sich gegenseitig zu antizipieren, so der Autor; dies sei „Energiemusik, die nie den Fokus oder die Kontrolle verliert“. Es gebe dabei auch genug Subtilität, um den Zuhörer zu erfreuen, und genug Rohheit, um diejenigen zu befriedigen, die sengende Geräusche schätzen.
Richard Cook und Brian Morton haben dem Album in ihrem Penguin Guide to Jazz die zweithöchste Bewertung von dreieinhalb Sternen verliehen. Whitecages Other Quartet sei großartig, schrieben sie. Mateen sei eine unruhigere und argumentativere Seele, während Whitecage der Mischung lyrische und manchmal Rokoko-hafte Züge hinzufüge, spiele Mateen wiederum grobkörnig und schneidend. Fonda und Sorgen hatten einen schönen, glitschigen Shuffle in „Joe’s Groove“ hergestellt; sie füllten die Hintergründe aus und schöben sich dann manchmal nach vorne. Das Spiel der Gruppe sei meist sehr frei, aber die Art und Weise, wie sie „Oleo“ spielten, eine spontane Fantasie im Studio, beweise, wie viel formelles Wissen dieser Haltung zugrunde liege, so das Resümée der Autoren.